# Julien Gonin
Pour les articles homonymes, voir Gonin.
Julien Gonin, né le 17 février 1982, est un cavalier professionnel français, spécialisé en saut d'obstacles, disciple de Michel Robert, installé à Saint-Martin-du-Mont dans l'Ain en France.

## Carrière
Aux Jeux méditerranéens de 2009, il remporte l'or par équipe avec Simon Delestre, Alexandra Flancart et Olivier Guillon.
Et médaillé de bronze en individuel 
En 2017, il participe au Grand Prix de Calegary au Canada et
Termine 11ème. 
Lors du Jumping de Dinard en 2019, il finit 3ème au Derby. 
Il remporte le prix Groupe Barrière lors du Jumping de la Baule en 2021.